# Javier Jiménez (siatkarz)
Javier Ernesto Jiménez Scull (ur. 16 listopada 1989 w Matanzas) – kubański siatkarz, grający na pozycji przyjmującego, reprezentant Kuby. Od sezonu 2020/2021 występuje w hiszpańskiej Superlidze, w drużynie Unicaja Almería.

## Sukcesy klubowe
Puchar Grecji:
- 2015

Mistrzostwo Grecji:
- 2015, 2016

Mistrzostwo Hiszpanii:
- 2022[2]
- 2021

## Sukcesy reprezentacyjne
Mistrzostwa Ameryki Północnej, Środkowej i Karaibów:
- 2015
- 2013[3]

Puchar Panamerykański:
- 2014[4]
- 2017, 2018

Igrzyska Ameryki Środkowej i Karaibów:
- 2014

## Nagrody indywidualne
- 2014 - Najlepszy przyjmujący Pucharu Panamerykańskiego
- 2014 - Najlepszy przyjmujący i serwujący Igrzysk Ameryki Środkowej i Karaibów
- 2015 - Najlepszy punktujący Igrzysk Panamerykańskich